# Quinolina
Quinolina é o composto aromático heterocíclico de fórmula química C9H7N com dois anéis, em que um carbono na posição 1 é substituído pelo heteroátomo Nitrogênio (N). Quinolina é um composto incolor, higroscópico líquido com forte odor característico. A quinolina apresenta instabilidade na presença de luz e oxigênio, tornando-se amarelada ou marrom, dependendo das condições de exposição à luz. Quinolina é ligeiramente solúvel em água fria, mas é bastante solúvel em água quente e na maioria dos solventes orgânicos. Um dos derivados químicos da quinolina bastante conhecido é a quinina.